# تا انتهای عشق مرا برقصان
«تا انتهای عشق مرا برقصان» (به انگلیسی: Dance Me to the End of Love) ترانه‌ای عاشقانه از لئونارد کوهن شاعر و خواننده-ترانه‌سرای کانادایی است. این ترانه اولین قطعه از آلبوم سال ۱۹۸۴ کوئن با نام موقعیت‌های مختلف است.
«تا انتهای عشق مرا برقصان» تا به امروز بارها توسط دیگر هنرمندان موسیقی اجرای مجدد و ضبط شده‌است و از آن با عنوان «قطعه‌ای در آستانهٔ تبدیل شدن به یکی قطعه‌های استاندارد موسیقی» یاد می‌شود.
اگرچه قطعه «تا انتهای عشق با من برقص» یا «تا انتهای عشق مرا برقصان» همه جا به عنوان ترانه‌ای عاشقانه شناخته می‌شود، با این حال لئونارد کوهن در یک مصاحبه تلویزیونی در سال ۱۹۸۵ عنوان کرد که منشا این شعر هولوکاست است:
| « | مرا تا انتهای عشق برقصان...همیشه این کنجکاوی وجود دارد که منشا این ترانه چیست. شکل‌گیری هر ترانه‌ای با دانه‌ای آغاز می‌شود که کسی یا چیزی در جهان در ذهن شما می کارد و همین دلیل این موضوع است که نوشتن یک ترانه انقدر رازآلود است. اما این ترانه (مرا تا انتهای عشق برقصان) وقتی شکل گرفت که من شنیده بود یا جایی خوانده بودم یا به نوعی می دانستم که در اردوگاه‌های مرگ همجوار کوره‌های آدم سوزی، در برخی از آنها، یک کوارتت زهی، مجبور به اجرا می شدند، در حالی که این جنایت در حال رخ دادن بود، جایی که همه مردم سرنوشت محتوم به مرگ داشتند. و آن‌ها در حالی که هم سلولی هایشان در اتاق گاز کشته و سپس در کوره‌ها سوزانده می شدند، به اجرای موسیقی کلاسیک می پرداختند. بنابراین جایی که گفته می‌شود «با ویلنی آتشین مرا به سوی زیبایی ات برقصان» به معنی درجه‌ای از زیبایی است که با یافتن کمال در زندگی به آن دست می یابیم، به معنای پایان این وجود و پروراندن سودای دستیابی به این کمال. با این حال زبان گفتگو در این شعر به همان گونه‌ای است که ما برای کسانی که دوستشان داریم به کار می بریم. بنابراین شعر «مرا تا انتهای عشق برقصان» چون از احساسات عمیق عاطفی بر می خیزد، حتی اگر هیچکس دلیل شکل‌گیری آن را نداند، در بسیاری از مواقع پرشور احساسی، به دل می نشیند. | » |

از نسخه‌های قابل توجه اجرا شدهٔ این ترانه می‌توان به نسخهٔ مدلین پرو اشاره کرد که در آلبوم سال ۲۰۰۴اش با نام عشق لاابالی موجود است. او «تا انتهای عشق مرا برقصان» را با تنظیم جاز و سبک آوازی هم‌چون ترانه‌های کاباره‌ای آلمانی اجرا کرده‌است.

## متن ترانه
| برگردان فارسی | انگلیسی |
| --- | --- |
| با زیبایی‌ات، مرا به نوای سوزان ویلون برقصان در میانهٔ اضطراب، تا آرام و مطمئن شوم، مرا برقصان مانند یک شاخهٔ زیتون مرا بردار، چون فاخته‌ای در راه خانه باش تا انتهای عشق مرا برقصان، تا انتهای عشق مرا برقصان                     | Dance me to your beauty with a burning violin Dance me through the panic 'til I'm gathered safely in Lift me like an olive branch and be my homeward dove Dance me to the end of love, dance me to the end of love                                  |
| آه بگذار زیبایی‌ات را نظاره کنم آن‌گاه که همه نظاره‌گران رفته‌اند بگذار حرکت کردنت را لمس کنم، آن‌گونه که در بابل می‌کردند آرام آرام نشانم بده آن‌چه را که تنها مرزهایش را می‌شناسم تا انتهای عشق مرا برقصان، تا انتهای عشق مرا برقصان | Oh let me see your beauty when the witnesses are gone Let me feel you moving like they do in Babylon Show me slowly what I only know the limits of Dance me to the end of love, dance me to the end of love                                         |
| حالا برای پیوند زناشویی مرا برقصان، مرا برقصان و برقصان بسیار آرام مرا برقصان، بسیار طولانی مرا برقصان ما هر دو در عشق هم عمیق هستیم، ما هر دو در آسمان هستیم تا انتهای عشق مرا برقصان، تا انتهای عشق مرا برقصان               | Dance me to the wedding now, dance me on and on Dance me very tenderly and dance me very long We're both of us beneath our love, we're both of us above Dance me to the end of love, dance me to the end of love                                    |
| مرا برقصان، به خاطر کودکانی که تمنای زاده‌شدن دارند مرا برقصان، از میان پرده‌های که بوسه‌های ما آن‌ها را فرسوده خیمه‌ای برای سرپناه بر پا کن، هر چند همه رشته‌ها گسسته شده تا انتهای عشق مرا برقصان                                  | Dance me to the children who are asking to be born Dance me through the curtains that our kisses have outworn Raise a tent of shelter now, though every thread is torn Dance me to the end of love                                                  |
| با زیبایی‌ات، مرا به نوای سوزان ویلون برقصان در میانهٔ اضطراب، تا آرام و مطمئن شوم، مرا برقصان با دست برهنه‌ات مرا لمس کن یا با دستکش مرا لمس کن تا انتهای عشق مرا برقصان، تا انتهای عشق مرا برقصان تا انتهای عشق مرا برقصان      | Dance me to your beauty with a burning violin Dance me through the panic till I'm gathered safely in Touch me with your naked hand or touch me with your glove Dance me to the end of love, dance me to the end of love Dance me to the end of love |

## پی‌نوشت
1. ↑  Various Positions
2. ↑  Careless Love